# 潘特维尔
潘特维尔（法語：Pintheville，法語發音：[pɛ̃tvil]）是法国默兹省的一个市镇，属于凡尔登区。

## 地理
潘特维尔（49°6'36"N, 5°39'56"E）面积5.18 平方千米，位于法国大東部大區默兹省，该省份为法国西北部内陆省份，北与比利时接壤，西接马恩省和阿登省，南至上马恩省和孚日省，东临默尔特-摩泽尔省。
与潘特维尔接壤的市镇（或旧市镇、城区）包括：瓦夫尔地区弗雷讷、埃讷蒙、迈兹赖、帕雷、里亚维尔、瓦夫尔城。

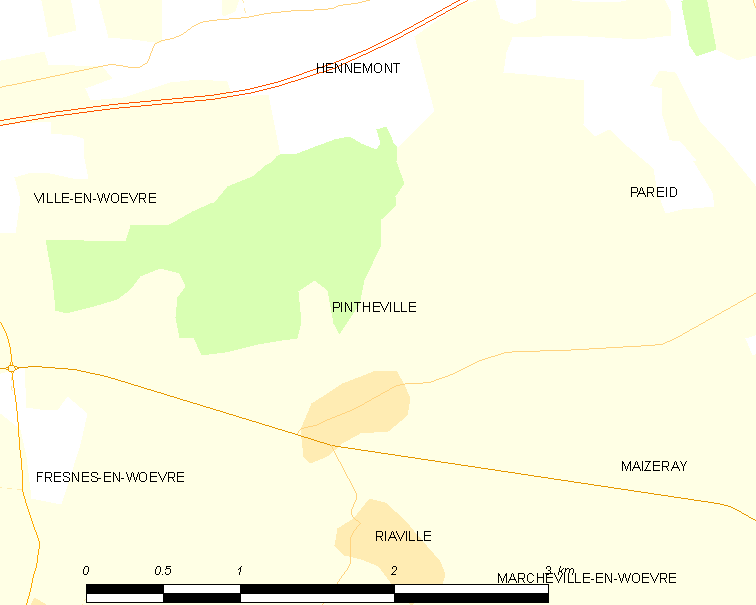
潘特维尔的OSM定位图

潘特维尔的时区为UTC+01:00、UTC+02:00（夏令时）。

## 行政
潘特维尔的邮政编码为55160，INSEE市镇编码为55406。

## 政治
潘特维尔所属的省级选区为埃坦县。

## 人口

1962-2008年间潘特维尔人口变化图示

潘特维尔于2022年1月1日时的人口数量为104人。